# Calamoneta
Calamoneta là một chi nhện trong họ Miturgidae.